# Balkan-Gagaoezisch Turks
Balkan-Gagaoezisch, ook wel bekend als Balkan-Turks, is een Turkse taal die wordt gesproken in Europees Turkije, Griekenland, in Dulovo en het Deliorman-gebied in Bulgarije, in de Macedonische gebieden Kumanovo en Bitola en in Kosovo.
Het wordt als een afzonderlijke taal beschouwd ondanks de geografische nabijheid van het Gagaoezisch. Er worden in het Balkan-Gagaoezisch verschillende dialecten onderscheiden: Gajal, Gerlovo-Turks, Karamanli, Kyzylbash, Surguch, Tozluk-Turks, Yuruk en Macedonisch-Gagaoezisch. Aangenomen wordt dat de taal is ontstaan nadat de overgebleven Bolgar-, Koeman- en Petsjeneg-stammen rond de Balkan beïnvloed werden door de Bulgaarse, Byzantijnse en Ottomaanse heerschappij.